# Dar Tounsi (Marrakech)
Dar Tounsi (en arabe : دار التونسي) est un quartier de Marrakech situé dans l'arrondissement Ennakhil (Palmeraie). Il se déploie le long de la route de Fès (RN8), à environ 4 kilomètres de Bab El Khemis, entre le quartier de Aïn Itti et le carrefour de la route de Ouarzazate, à la limite sud de la Palmeraie.
Le quartier se compose de deux douars périurbains, Dar Tounsi et Diour El Boun, et de deux lotissements, celui de Hamama et Borj Ennakhil. C'est également à Dar Tounsi que se trouvent l'hypermarché Atacadão, le Musée de la Palmeraie, le siège de la mairie de l'arrondissement Ennakhil, ainsi que deux importants complexes hôteliers : le Riu Tikida Palmeraie et le Palais Rhoul and Spa.